# Liste der geschützten Ensembles in Branzoll
Die Liste der geschützten Ensembles in Branzoll zeigt die sechs in der Gemeinde Branzoll (it. Bronzolo), Südtirol, geschützten Ensembles mit deren Einzelobjekten.

## Liste

### Historischer Dorfkern
Der historische Dorfkern von Branzoll liegt an der südlichen Einfahrt der Reichsstraße, rund um den St.-Leonhard-Platz. Der Platz steigt leicht nach Osten an, wo er durch den bedeutendsten adligen Bau des Dorfes, das Palais Bossi-Fedrigotti, abgeschlossen wird. In der entgegengesetzten Richtung geht der Blick ungestört in die weite Landschaft, geprägt durch die mächtigen Porphyrfelsen des Mittelberges. Die heutige Platzgestaltung mit Porphyrwürfelpflasterung und neuem Kalksteinbrunnen geht auf die 1990er Jahre zurück. Die Fassaden der umliegenden Gebäude, abgesehen vom Haus Nr. 9, befinden sich in einem guten Erhaltungszustand. In der Alten-Kirchenstraße sind hingegen einige sanierungsbedürftige und halbverlassene Bauten zu verzeichnen.
| Foto           | Bestandteile           | Bezeichnung                                                             | Bauparzelle / Adresse                                               | Beschreibung lt. Ensembleschutzplan                                                                                | Sonstiges                                                                   |
| -------------- | ---------------------- | ----------------------------------------------------------------------- | ------------------------------------------------------------------- | --- | --------------------------------------------------------------------------- |
|                | Primäre Bestandteile   |                                                                         |                                                                     | |                                                                             |
| weitere Bilder | 1                      | St.-Leonhard-Kirche                                                     | Bp. 1                                                               | | Eintrag im Monumentbrowser auf der Website des Südtiroler Landesdenkmalamts |
| weitere Bilder | 2                      | Ehemalige Friedhofskapelle                                              | Bp. 3                                                               | | Eintrag im Monumentbrowser auf der Website des Südtiroler Landesdenkmalamts |
| weitere Bilder | 3                      | Haus Kaufmann                                                           | Bp. 4/1                                                             | | Eintrag im Monumentbrowser auf der Website des Südtiroler Landesdenkmalamts |
| weitere Bilder | 4                      | Altes Zollhaus                                                          | Bp. 11                                                              | | Eintrag im Monumentbrowser auf der Website des Südtiroler Landesdenkmalamts |
| weitere Bilder | 5                      | Haus Soini mit Innenhof                                                 | Bpn.14,5/4 - Reichsstraße 10                                        | | Eintrag im Monumentbrowser auf der Website des Südtiroler Landesdenkmalamts |
|                | 6                      | Haus de Ferrari                                                         | Bp. 16/1                                                            | |                                                                             |
| weitere Bilder | 7                      | Palais Bossi-Fedrigotti                                                 | Bp.19                                                               | | Eintrag im Monumentbrowser auf der Website des Südtiroler Landesdenkmalamts |
|                | Sekundäre Bestandteile |                                                                         |                                                                     | |                                                                             |
|                | 1                      | Ehem. Lager Haus Kaufmann mit Innenhof                                  | Bpp. 4/1, 461                                                       | |                                                                             |
|                | 2                      | Haus St.-Leonhard-Platz Nr. 13 / Reichsstraße Nr. 8                     | Bp. 4/2                                                             | |                                                                             |
|                | 3                      | Haus Reichsstraße Nr. 6                                                 | Bp. 4/4                                                             | |                                                                             |
|                | 4                      | Ehem. Lager Haus Kaufmann                                               | Bp. 4/5                                                             | |                                                                             |
|                | 5                      | Weingarten                                                              | Gp. 7/1                                                             | |                                                                             |
|                | 6                      | Häuser Reichsstraße Nrn. 9-11                                           | Bpp. 8/1/2                                                          | |                                                                             |
|                | 7                      | “Brusinelli”-Häuser mit Innenhof                                        | Bpp. 15/1/5/6/7                                                     | |                                                                             |
|                | 8                      | Garten                                                                  | Gp. 15/2                                                            | |                                                                             |
|                | 9                      | Haus St.-Leonhard-Platz Nr. 2                                           | Bp. 15/8                                                            | |                                                                             |
|                | 10                     | Innenhof Haus De Ferrari mit Nebengebäuden                              | Bpp. 16/2/5/6, 17                                                   | |                                                                             |
|                | 11                     | Ehemalige Seidenspinnerei                                               | Bp. 16/3                                                            | |                                                                             |
|                | 12                     | Haus St.-Leonhard-Platz Nr. 4/b                                         | Bp. 16/4                                                            | |                                                                             |
|                | 13                     | Haus Alte-Kirchenstraße Nr. 1                                           | Bp. 18                                                              | |                                                                             |
|                | 14                     | Garten des Palais Bossi-Fedrigotti                                      | Gp. 18                                                              | |                                                                             |
|                | 15                     | Bauernhaus und Wirtschaftsgebäude im Garten des Palais Bossi-Fedrigotti | Bp. 20/1/2                                                          | |                                                                             |
|                | 16                     | Ehemaliges Widum                                                        | Bp. 22/1                                                            | |                                                                             |
|                | 17                     | Haus Alte-Kirchenstraße Nr. 5                                           | Bp. 24/1                                                            | |                                                                             |
|                | 18                     | „Zur alten Kirche“                                                      | Bp. 2/21                                                            | |                                                                             |
|                | 19                     | Haus Alte-Kirchenstraße Nr. 3                                           | Bp. 24/3                                                            | |                                                                             |
|                | 20                     | Haus Reichsstraße Nr. 13                                                | Bp. 97                                                              | |                                                                             |
|                | Kleinere Objekte       |                                                                         |                                                                     | |                                                                             |
|                | 1                      | Brunnen                                                                 | St.-Leonhard-Platz                                                  | Oktogonaler Brunnen aus Kalkstein. Eingravierte Jahreszahlen 1848 u. 1990                                          |                                                                             |
|                | 2                      | Umfassungsmauer                                                         | Nord-Westseite St.-Leonhard-Platz                                   | Verputzte Umfassungsmauer mit Mönch-und-Nonne-Ziegelabdeckung                                                      |                                                                             |
|                | 3                      | Erker                                                                   | Süd-West-Ecke des Hauses Reichsstraße Nr. 10                        | Spätgotischer Viereckerker auf Kragsteinen                                                                         |                                                                             |
|                | 4                      | Bildstock                                                               | Ecke Reichsstraße – Etschflösserstraße                              | Bildstock mit Sandsteinfigur des Hl. Leonhard, 14. Jahrhundert (Kopie). Jahreszahlen 1663 und 1987                 | Eintrag im Monumentbrowser auf der Website des Südtiroler Landesdenkmalamts |
|                | 5 - 6                  | Rundbogentüren                                                          | West- und Ostfassade Altes Zollhaus                                 | Zwei Rundbogentüren in Kalkstein. An der Westfassade Rustika-Rahmung und kunstvoll geschnitzte Renaissance-Motiven |                                                                             |
|                | 7                      | Madonnenrelief                                                          | Westfassade des Palais Bossi-Fedrigotti                             | Muttergottes mit Kind. Eingravierte Inschrift: "Ex Voto 1939-1943"                                                 |                                                                             |
|                | 8 - 9 - 10             | Portal mit Wappen                                                       | Palais Bossi-Fedrigotti                                             | Rustikaportal mit Wappenkartusche aus der Renaissance-Zeit. Zwei Porphyrschwellen und ein Eckstein                 |                                                                             |
|                | 11-12                  | Umfassungsmauern                                                        | Alte-Kirchenstraße und Widumgasse                                   | Stütz- und Umfassungsmauern in teilweise verputztem Mauerwerk                                                      |                                                                             |
|                | 13                     | Gitter                                                                  | Alte-Kirchenstraße, Einfahrt zum Garten des Palais Bossi-Fedrigotti | Eisengitter zwischen Porphypfeilern. Einfahrt zum Garten des Palais Bossi-Fedrigotti                               |                                                                             |
|                | 14                     | Landwirtschaftliches Gebäude                                            | Alte-Kirchenstraße                                                  | Kleiner Bau mit Pultdach in teilweise verputztem Mauerwerk. Ehemaliger „Gemeindearrest“                            |                                                                             |
|                | 15                     | Porphyrpfeiler                                                          | Beim Haus Alte-Kirchenstraße 3                                      | Porphyrpfeiler mit dreieckigem Kopf                                                                                |                                                                             |

### Dorfzentrum
Das Dorfzentrum wird in der Regel durch die Lage der Mittelpunkte des geistlichen (die Kirche) und des zivilen (das Rathaus) Lebens der Dorfbewohner bestimmt und ist in den meisten Fällen mit dem historischen Dorfkern zu identifizieren. Nicht jedoch in Branzoll: hier hat sich das Dorfzentrum, zumindest seit dem Bau der Brennerbahn, um das alte Gasthaus „Goldenes Kreuz“ an der Kreuzung der Bahnhofstraße mit der Reichstraße verlagert. An dieser Stelle wurde erst die neue Pfarrkirche und später das moderne Rathaus gebaut. Die Bahnhofstraße bildet eine wichtige Sichtachse: durch den Engpass zwischen dem „Goldenen Kreuz“ und dem Renaissancebau des Hauses Reichsstraße Nr. 55 richtet sich der Blick symbolhaft direkt auf den Kirchturm.
| Foto           | Bestandteile           | Bezeichnung                          | Bauparzelle / Adresse                    | Beschreibung lt. Ensembleschutzplan                                                                        | Sonstiges                                                                   |
| -------------- | ---------------------- | ------------------------------------ | ---------------------------------------- | --- | --------------------------------------------------------------------------- |
|                | Primäre Bestandteile   |                                      |                                          | |                                                                             |
|                | 1                      | Rathaus                              | Bp. 65                                   | |                                                                             |
| weitere Bilder | 2                      | Ehemaliges Gasthaus „Goldenes Kreuz“ | Bp. 66/2                                 | | Eintrag im Monumentbrowser auf der Website des Südtiroler Landesdenkmalamts |
| weitere Bilder | 3                      | Haus Pasolli                         | Bp. 68/1                                 | | Eintrag im Monumentbrowser auf der Website des Südtiroler Landesdenkmalamts |
| weitere Bilder | 4                      | Pfarrkirche zum Herzen Jesu          | Bp. 106/1                                | | Eintrag im Monumentbrowser auf der Website des Südtiroler Landesdenkmalamts |
|                | Sekundäre Bestandteile |                                      |                                          | |                                                                             |
|                | 1                      | Innenhof Haus Pasolli                | Bp. 68/1                                 | |                                                                             |
|                | 2                      | Stadel                               | Bp. 68/1                                 | |                                                                             |
|                | 3                      | Innenhof Reichsstraße Nr. 51         | Bpp. 69/1/2/3, 70/1/2/3                  | |                                                                             |
|                | Kleinere Objekte       |                                      |                                          | |                                                                             |
|                | 1                      | Bildstock                            | Bahnhofstraße                            | Bildstock mit Marienbild                                                                                   |                                                                             |
|                | 2                      | Haustür                              | Haus Bahnhofstraße Nr. 9                 | Kunstvoll geschnitzte Haustür mit Oberlicht und einfacher Kalksteinfassung                                 |                                                                             |
|                | 3                      | Gedenktafel                          | Haus Bahnhofstraße Nr. 5                 | Gedenktafel an Pater Constantin Amort                                                                      |                                                                             |
|                | 4                      | Wirtshausschild                      | Ostfassade des Goldenen Kreuzes          | Schmiedeeisernes Schild mit vergoldetem Kreuz des Gasthauses                                               |                                                                             |
|                | 5                      | Sonnenuhr und Wappen                 | Süd- und Ostfassade des Goldenen Kreuzes | Sonnenuhr und kaiserlicher Wappen (Doppeladler) mit Rötelzeichnungen (Kreuze, stilisierte Menschenfiguren) |                                                                             |
|                | 6                      | Haustür                              | Ostfassade Haus Pasolli                  | Rundbogentür in skulptierter Steinfassung aus der Renaissance-Zeit                                         |                                                                             |
|                | 7                      | Torbogen                             | Reichsstraße Nr. 51                      | Einfacher Torbogen in teilweise verputztem Mauerwerk                                                       |                                                                             |

### Haus „Schwarzer Adler“
Dieses Ensemble bildet nach dem historischen Dorfkern um den St.-Leonhard-Platz und dem Dorfzentrum um das Goldene Kreuz die dritte historische Ansiedlung entlang der Reichsstraße. Sie hat sich um das historische Gasthaus „Schwarzer Adler“ entwickelt, bei einem wichtigen Verkehrsknotenpunkt an der Kreuzung der Reichstraße mit der alten Wegführung, über die das Aldeiner Holz bis zum Einschiffungshafen befördert wurde. Durch die neuere Straßengestaltung mit Porphyrwürfelpflasterung und neuem Gehsteig hat sich den fast platzartigen Charakter dieser Straßenkreuzung deutlich verstärkt. Gegen Norden ist ein hochinteressanter Baukomplex bestehend aus miteinander verbundenen Höfen, Durchgängen und malerischen Ansichten zu verzeichnen. Er wird durch die Wassermauer begrenzt, die einst diesen Dorfteil vor den Überschwemmungen des Aldeiner Baches schützte.
| Foto           | Bestandteile           | Bezeichnung                                        | Bauparzelle / Adresse                       | Beschreibung lt. Ensembleschutzplan                                                                                                  | Sonstiges                                                                   |
| -------------- | ---------------------- | -------------------------------------------------- | ------------------------------------------- | --- | --------------------------------------------------------------------------- |
|                | Primäre Bestandteile   |                                                    |                                             | |                                                                             |
| weitere Bilder | 1                      | Haus “Schwarzer Adler”                             | Bp. 57/1                                    | | Eintrag im Monumentbrowser auf der Website des Südtiroler Landesdenkmalamts |
|                | Sekundäre Bestandteile |                                                    |                                             | |                                                                             |
|                | 1                      | Baukomplex Reichsstraße Nrn. 50-60                 | Bpp. 50/1, 54/1/2/3/4/5/6/7                 | |                                                                             |
|                | 2                      | Haus Schwarz-Adler-Straße Nr. 3                    | Bpp. 47/1/2                                 | |                                                                             |
|                | 3                      | Garten                                             | Gp. 52/3                                    | |                                                                             |
|                | 4                      | Haus in der Straße Zur Lende Nr. 1                 | Bp. 58                                      | |                                                                             |
|                | 5                      | Wohn- und landwirtschaftliches Gebäude             | Bp. 57/2/3                                  | |                                                                             |
|                | 6                      | Verwaltungsgebäude Weingut Lentsch (ehem. Stadel)  | Bp. 59                                      | |                                                                             |
|                | 7                      | Haus Reichsstraße Nr. 42 (ehem. Ansetz und Keller) | Bp. 60                                      | |                                                                             |
|                | 8                      | Haus Reichsstraße Nr. 40                           | Bp. 63                                      | |                                                                             |
|                | 9                      | Haus Reichsstraße Nr. 36                           | Bp. 64/1                                    | |                                                                             |
|                | Kleinere Objekte       |                                                    |                                             | |                                                                             |
| weitere Bilder | 1                      | Fresko                                             | Südfassade Haus „Schwarzer Adler“           | Barockes Fresko (Sonnenuhr, Mariahilf zwischen den Heiligen Sebastian und Florian)                                                   |                                                                             |
|                | 2                      | Portal                                             | Westfassade Haus „Schwarzer Adler“          | Portal in skulptierter Steinfassung aus der Renaissance-Zeit                                                                         |                                                                             |
| weitere Bilder | 3                      | Inschriften                                        | Erker Haus „Schwarzer Adler“                | Inschriften „Lorenzo Rosso 1557“, vermutlicher Urheber des Umbaus                                                                    |                                                                             |
|                | 4                      | Haustür                                            | Südfassade Haus „Schwarzer Adler“           | Haustür in skulptierter Steinfassungaus der Renaissance-Zeit                                                                         |                                                                             |
|                | 5                      | Wirtshausschild                                    | Westfassade Haus „Schwarzer Adler“          | Schmiedeeisernes Schild des Gasthauses „Schwarzer Adler“                                                                             |                                                                             |
|                | 6                      | Porphyrstein                                       | Beim Haus Schwarz-Adler-Straße 3            | Porphyrstein mit eingraviertem Monogramm                                                                                             |                                                                             |
|                | 7                      | Porphyrsteine                                      | Süd- und Westfassade Haus „Schwarzer Adler“ | Zwei bearbeitete Porphyrsteine als Sitzbänke                                                                                         |                                                                             |
|                | 8                      | Metallplakette                                     | Westfassade Haus „Schwarzer Adler“          | Metallplakette mit der Inschrift: "Südtiroler Porphyr Werke / von / Johann Lentsch / Pflastermeister / in Innsbruck"                 |                                                                             |
|                | 9                      | Umfassungsmauer                                    | Am nordöstlichen Rand des Ensembles         | Umfassungsmauer in teilweise verputztem Mauerwerk                                                                                    |                                                                             |
|                | 10                     | Pavillon                                           | Im Gutshof Lentsch                          | Kleiner Bau aus Holz und Ziegelmauerwerk mit Pyramidendach und Mönch-und-Nonneziegeleindeckung. An der Wetterfahne Inschrift HL 1932 |                                                                             |
|                | 11                     | Zeichnung                                          | Nordfassade Haus Schwarz-Adler-Straße 46    | Unleserliche Zeichnung auf älterer Putzschicht                                                                                       |                                                                             |
|                | 12                     | Inschrift/Zeichnung                                | Nordfassade Haus Schwarz-Adler-Straße 58    | Zeichnung mit Inschrift FATF 1792 RC7                                                                                                |                                                                             |
|                | 13                     | Torggl                                             | Beim ehemaligen Stadelgebäude               | Torggl aus Porphyrstein |                                                                             |
|                | 14                     | Torboten                                           | Nordeingang des Gutshofes Lentsch           | Torbogen aus Porphystein. Am Schlussstein eingravierte Jahreszahl 1948 (?)                                                           |                                                                             |
|                | 15                     | Brunnen                                            | Am Eingang der Straße Zur Lende             | Rechteckiger Brunnen aus Kalkstein aus dem Jahr 1980                                                                                 |                                                                             |

### Thomsen
Von hochstammigen Bäumen flankiert, steigt die Schwarz-Adler-Straße gegen Osten bis zum Von-Ferrari-Platz hinauf und setzt sich nach der Kreuzung mit der Staatsstraße als Aldeiner Straße fort. Sämtliche Bauten und Grundstücke, sowie der Park gehörten hier einst den Von Ferrari-Thomsen, einer Familie die ihren Name besonders im 19. Jahrhundert mit der Geschichte Branzolls eng verbunden hat. Diese Zone hat – trotz der heutigen Vielfalt an Eigentümern und Zweckbestimmungen – einen einheitlichen und von anderen Dorfteilen unterschiedlichen Charakter beibehalten, den es heute zu schützen gilt.
| Foto           | Bestandteile           | Bezeichnung                                 | Bauparzelle / Adresse   | Beschreibung lt. Ensembleschutzplan | Sonstiges                                                                   |
| -------------- | ---------------------- | ------------------------------------------- | ----------------------- | --- | --------------------------------------------------------------------------- |
|                | Primäre Bestandteile   |                                             |                         | |                                                                             |
| weitere Bilder | 1                      | Palais Thomsen (von Ferrari)                | Bp. 31                  | | Eintrag im Monumentbrowser auf der Website des Südtiroler Landesdenkmalamts |
|                | Sekundäre Bestandteile |                                             |                         | |                                                                             |
|                | 1                      | Ehemaliges Haus der Landarbeiter und Stadel | Bp. 28                  | |                                                                             |
|                | 2                      | Nebengebäude Palais Thomsen                 | Bpp. 31, 32/1           | |                                                                             |
|                | 3                      | Haus Ossanna                                | Bp. 33                  | |                                                                             |
|                | 4                      | Parkanlage Palais Thomsen                   | Gp. 37                  | |                                                                             |
|                | 5                      | „Ochsenfeld“                                | Gp. 50/1                | |                                                                             |
|                | 6                      | Neubau                                      | Bp. 467                 | |                                                                             |
|                | Kleinere Objekte       |                                             |                         | |                                                                             |
|                | 1                      | Nische mit Fresko                           | Innenhof Palais Thomsen | Stark übertünchte Landschaftsmalerei mit Figuren |                                                                             |
|                | 2                      | Brunnen                                     | Innenhof Palais Thomsen | Achteckiger Brunnen aus Trientner Marmor, errichtet 1849 |                                                                             |
|                | 3                      | Zedern                                      | Park Thomsen            | Drei hohe Zedern, Naturdenkmäler |                                                                             |
|                | 4                      | Gedenktafel                                 | Ostfassade Haus Ossanna | Gedenktafel an Johann Baptist von Ferrari († 1856): “Bene merenti / Joanni de Ferrari / comunitas grata / Branzoll 1858 / Non licet immemores muneris esse tui!” |                                                                             |
|                | 5                      | Wegkreuz                                    | Beim Haus Ossanna       | Wegkreuz |                                                                             |
|                | 6                      | Brunnen                                     | Von-Ferrari-Platz Nr. 8 | Achteckiger Gemeindebrunnen aus Trientner Marmor, errichtet 1846                                                                                                 |                                                                             |

### Etschhafen
Die Beförderung der Waren über die Etsch hat die Wirtschaft Branzolls bis in die 2. Hälfte des 19. Jahrhunderts hinein weitgehend bestimmt. Die ausgewiesenen Objekte, so wie das kleine Freilichtmuseum beim alten Hafen, erinnern heute noch an diese nunmehr vergangene Tätigkeit.
| Foto | Bestandteile           | Bezeichnung               | Bauparzelle / Adresse       | Beschreibung lt. Ensembleschutzplan              | Sonstiges |
| ---- | ---------------------- | ------------------------- | --------------------------- | ------------------------------------------------ | --------- |
|      | Primäre Bestandteile   |                           |                             |                                                  |           |
|      | 1                      | Alte Lende                | Bpp. 85/1/2/3/4, 124        |                                                  |           |
|      | 2                      | Etschhafen                | Gpp. 242, 243               |                                                  |           |
|      | Sekundäre Bestandteile |                           |                             |                                                  |           |
|      | 1                      | Freilichtmuseum           | Gpp. 244/1/2/3              |                                                  |           |
|      | 2                      | Hydrometrische Messstelle | Gp. 242                     |                                                  |           |
|      | 3                      | Pfattner Brücke           | Gp. 674/3                   |                                                  |           |
|      | Kleinere Objekte       |                           |                             |                                                  |           |
|      | 1                      | Portal                    | Alte Lende                  | Portal mit Doppelbogen aus Porphyr               |           |
|      | 2                      | Porphyrtreppe             | Unter der neuen Wassermauer | Reste der alten Treppe zur Lende                 |           |
|      | 3                      | Marterl                   | Am rechten Brückenkopf      | Marterl aus Porphyrstein mit eingraviertem Kreuz |           |

### Steinbrüche
Vom Bau der Brennerbahn bis zu den 1970er-Jahren war die Gewinnung von Porphyrstein vom Göllerberg ein wichtiger Wirtschaftsfaktor für Branzoll. Die beeindruckenden Porphyrwände, die verlassenen Werkzeuge und die einfachen Behausungen der Arbeiter erinnern heute noch an diese vom Gemeindegebiet Branzolls verschwundene Tätigkeit.
| Foto | Bestandteile           | Bezeichnung                         | Bauparzelle / Adresse                          | Beschreibung lt. Ensembleschutzplan                                               | Sonstiges |
| ---- | ---------------------- | ----------------------------------- | ---------------------------------------------- | --------------------------------------------------------------------------------- | --------- |
|      | Primäre Bestandteile   |                                     |                                                |                                                                                   |           |
|      | 1                      | Steinbruch Condin                   | Gpp. 580, 582/1, 584, 586/2, 586/3, 596, 597/2 |                                                                                   |           |
|      | 2                      | CVava Granda                        | Gpp. 580, 581, 582/1, 582/2, 596               |                                                                                   |           |
|      | Sekundäre Bestandteile |                                     |                                                |                                                                                   |           |
|      | 1                      | Diensthaus / Schlafraum             | Am Fußweg zu den Steinbrüchen, Gp. 580         |                                                                                   |           |
|      | 2                      | Diensthaus / Schlafraum             | Am Fußweg zu den Steinbrüchen, Gp. 580         |                                                                                   |           |
|      | 3                      | Fußweg zu den Steinbrüchen          | Gp. 646/2                                      |                                                                                   |           |
|      | 4                      | Ehemalige Pulverkammer              | Am Fußweg zu den Steinbrüchen, Gp. 582/1       |                                                                                   |           |
|      | 5                      | Diensthaus, Schmiede und Verwaltung | Steinbruch Condin, Bp. 139                     |                                                                                   |           |
|      | 6                      | Diensthaus / Schlafraum mit Küche   | Steinbruch Condin, Bp. 139                     |                                                                                   |           |
|      | 7                      | Keller                              | Steinbruch Condin, Bp. 139                     |                                                                                   |           |
|      | 8                      | Küche                               | “Cava Granda”, Gp. 582/2                       |                                                                                   |           |
|      | 9                      | Diensthaus                          | “Cava Granda”, Gp. 582/2                       |                                                                                   |           |
|      | Kleinere Objekte       |                                     |                                                |                                                                                   |           |
|      | 1                      | Neue Seilbahn                       | Steinbruch Condin                              | Neue Seilbahn (1970er Jahre)                                                      |           |
|      | 2                      | Bergstation alte Seilbahn           | Steinbruch Condin                              | Verlassenes Rad mit Wagen: Reste der Bergstation der Seilbahn sowie der Waage     |           |
|      | 3                      | Trockenmauer                        | Am Fußweg zu den Steinbrüchen                  | Trockenmauer aus kleineren Porphyrblöcken                                         |           |
|      | 4                      | “Zocche”                            | Am Fußweg zu den Steinbrüchen                  | Kleinere, parallelflachförmige Porphyrblöcke, sogenannte „Zocche“                 |           |
|      | 5                      | Bergstation Seilbahn                | Cava Granda                                    | Baufällige Holzkonstruktion, Reste der Bergstation der Seilbahn mit Trockenmauern |           |
|      | 6                      | Waagestation                        | Cava Granda                                    | Reste der Waagestation                                                            |           |